# Сент-Ленард (Меріленд)
Сент-Ленард (англ. St. Leonard) — переписна місцевість (CDP) в США, в окрузі Калверт штату Меріленд. Населення — 778 осіб (2020).

## Географія
Сент-Ленард розташований за координатами 38°28′2″ пн. ш. 76°29′55″ зх. д. / 38.46722° пн. ш. 76.49861° зх. д. (38.467311, -76.498576).  За даними Бюро перепису населення США в 2010 році переписна місцевість мала площу 5,99 км², з яких 5,90 км² — суходіл та 0,09 км² — водойми.

## Демографія
Згідно з переписом 2010 року, у переписній місцевості мешкали 742 особи в 239 домогосподарствах у складі 195 родин. Густота населення становила 124 особи/км².  Було 252 помешкання (42/км²).
Расовий склад населення:
| - 81,9 % — білих - 16,0 % — чорних або афроамериканців - 0,5 % — азіатів - 0,3 % — корінних американців |

До двох чи більше рас належало 0,5 %. Частка іспаномовних становила 3,0 % від усіх жителів.
За віковим діапазоном населення розподілялося таким чином: 28,6 % — особи молодші 18 років, 61,6 % — особи у віці 18—64 років, 9,8 % — особи у віці 65 років та старші. Медіана віку мешканця становила 37,7 року. На 100 осіб жіночої статі у переписній місцевості припадало 94,2 чоловіків;  на 100 жінок у віці від 18 років та старших — 98,5 чоловіків також старших 18 років.
Середній дохід на одне домашнє господарство  становив 180 304 долари США (медіана — 101 667), а середній дохід на одну сім'ю — 167 677 доларів (медіана — 101 806). 
Цивільне працевлаштоване населення становило 262 особи. Основні галузі зайнятості: будівництво — 24,4 %, публічна адміністрація — 22,1 %, освіта, охорона здоров'я та соціальна допомога — 15,6 %, роздрібна торгівля — 14,1 %.